# Hyperdrive (prima edizione)
La prima edizione di Hyperdrive è stata pubblicata il 21 agosto 2019 dalla piattaforma di streaming Netflix con la conduzione di Mike Hill, Michael Bisping, Routledge Wood e Lindsay Czarniak. La competizione è stata vinta dal brasiliano Diego Higa su Ford Mustang GT.

## Concorrenti
| Concorrente        | Vettura                        | Provenienza    |
| ------------------ | ------------------------------ | -------------- |
| Kisaragi Awano     | Toyota Cresta (JZX100)         | Tokyo          |
| João Barion        | Ford Mustang Fastback          | Santos         |
| Alexandre Claudin  | Dodge Charger                  | Cologne        |
| Axel François      | Nissan 200SX (S13)             | Manosca        |
| Nate Galvez        | Mazda MX-5                     | San Bernardino |
| Alex Gräff         | BMW M5 (E28)                   | Trochtelfingen |
| Corinna Gräff      | Mercedes-Benz E500 Coupé       | Trochtelfingen |
| Sara Haro          | Ford Mustang                   | Tampa          |
| Diego Higa         | Ford Mustang GT                | Santos         |
| Sherry Kamiya      | Nissan 240SX (S13)             | San Francisco  |
| John Klarich       | Ford Mustang GT                | Chula Vista    |
| Faruk Kugay        | BMW M3 (E92)                   | San Francisco  |
| Stacey Lee May     | BMW 325i (E30)                 | Johannesburg   |
| Jordan Martin      | Lamborghini Huracán            | Machesney Park |
| Michael Martin     | Chevrolet Camaro SS            | Glouchester    |
| Edward Michalak    | Chevrolet Camaro Z28           | Titusville     |
| Aaron Parker       | Mazda RX-7 (FD)                | Quartz Hill    |
| Michael Pettiford  | Chevrolet Corvette Grand Sport | Louisville     |
| Karolina Pilarczyk | Nissan Silvia (S14)            | Varsavia       |
| Brent Pursifull    | Pontiac Firebird               | Middlesboro    |
| Mark Rios          | Chevrolet Camaro SS            | Shannon        |
| Omar Salaymeh      | Mercedes-AMG GT                | West Chicago   |
| Fielding Shredder  | Nissan 240SX (S14)             | Austin         |
| Atsushi Taniguchi  | Toyota Crown (JZS171)          | Ichinomiya     |
| Saul Valencia      | Datsun 240Z                    | Oceanside      |
| Mick Wilkes        | Bedford HA                     | Birmingham     |
| Brittany Williams  | Nissan 350Z                    | Lewisville     |
| Tyrei Woodbury     | Nissan 240SX (S13)             | Kansas City    |

## Dettaglio delle puntate

### Qualificazioni 1
| Pos. | Pilota            | Tempo  | Penalità |
| ---- | ----------------- | ------ | -------- |
| 1.   | João Barion       | 4:49.9 |          |
| 2.   | Brittany Williams | 5:19.6 |          |
| 3.   | Faruk Kugay       | 5:35.4 |          |
| 4.   | Atsushi Taniguchi | 5:45.0 |          |
| 5.   | Fielding Shredder | 5:45.7 |          |
| 6.   | Sara Haro         | 5:47.0 | +0:02    |
| 7.   | Axel François     | 5:47.4 |          |
| 8.   | Aaron Parker      | 5:48.8 |          |
| 9.   | Brent Pursifull   | 6:06.2 |          |
| 10.  | Michael Pettiford | 6:43.3 | +0:44    |
| 11.  | Edward Michalak   | 7:51.2 | +1:17    |
| 12.  | Stacey Lee May    | Rit    |          |

      Qualificato alla fase knockout.
      Qualificato alla puntata successiva.
      Eliminato dalla competizione.

### Qualificazioni 2
| Pos. | Pilota             | Tempo  | Penalità |
| ---- | ------------------ | ------ | -------- |
| 1.   | Atsushi Taniguchi  | 4:46.9 |          |
| 2.   | Fielding Shredder  | 5:09.8 |          |
| 3.   | Sara Haro          | 5:11.5 | +0:02    |
| 4.   | Axel François      | 5:12.0 |          |
| 5.   | Jordan Martin      | 5:13.0 | +0:06    |
| 6.   | Corinna Gräff      | 5:21.0 | +0:02    |
| 7.   | Karolina Pilarczyk | 5:27.4 | +0:02    |
| 8.   | Aaron Parker       | 5:38.3 |          |
| 9.   | Alex Gräff         | 5:41.6 | +0:08    |
| 10.  | Michael Martin     | 5:43.3 | +0:02    |
| 11.  | Brent Pursifull    | 6:05.1 | +0:14    |
| 12.  | Mark Rios          | Rit    |          |

      Qualificato alla fase knockout.
      Qualificato alla puntata successiva.
      Eliminato dalla competizione.

### Qualificazioni 3
| Pos. | Pilota             | Tempo  | Penalità |
| ---- | ------------------ | ------ | -------- |
| 1.   | Diego Higa         | 3:24.6 |          |
| 2.   | Jordan Martin      | 3:28.9 |          |
| 3.   | Alex Gräff         | 3:34.3 |          |
| 4.   | Karolina Pilarczyk | 3:36.5 |          |
| 5.   | Corinna Gräff      | 3:59.8 | +0:05    |
| 6.   | Aaron Parker       | 4:29.7 |          |
| 7.   | Axel François      | 4:30.2 | +0:05    |
| 8.   | Tyrei Woodbury     | 4:35.9 | +0:15    |
| 9.   | Alexandre Claudin  | 4:38.9 | +0:15    |
| 10.  | Sherry Kamiya      | 4:43.2 | +0:40    |
| 11.  | Saul Valencia      | 4:54.0 | +0:45    |
| 12.  | Mick Wilkes        | 5:43.6 | +0:10    |

      Qualificato per la fase knockout.
      Qualificato alla puntata successiva.
      Eliminato dalla competizione.

### Qualificazioni 4
| Pos. | Pilota             | Tempo  | Penalità |
| ---- | ------------------ | ------ | -------- |
| 1.   | Axel François      | 4:35.6 |          |
| 2.   | Alexandre Claudin  | 4:44.3 |          |
| 3.   | Corinna Gräff      | 5:15.4 |          |
| 4.   | Karolina Pilarczyk | 5:34.2 |          |
| 5.   | Aaron Parker       | 5:37.4 |          |
| 6.   | Omar Salaymeh      | 5:44.5 |          |
| 7.   | Tyrei Woodbury     | 5:46.1 |          |
| 8.   | John Klarich       | 5:48.3 |          |
| 9.   | Kisaragi Awano     | 6:44.7 |          |
| 10.  | Nate Galvez        | 6:48.3 |          |

      Qualificato alla fase knockout.
      Eliminato dalla competizione.

### Knockout 1
| Pos. | Pilota            | Tempo   | Penalità |
| ---- | ----------------- | ------- | -------- |
| 1.   | Diego Higa        | 5:54.2  |          |
| 2.   | Atsushi Taniguchi | 6:07.1  |          |
| 3.   | João Barion       | 7:01.8  |          |
| 4.   | Axel François     | 7:08.0  | +0:10    |
| 5.   | Corinna Gräff     | 7:11.9  | +0:10    |
| 6.   | Fielding Shredder | 7:23.6  | +0:10    |
| 7.   | Brittany Williams | 8:17.7  | +0:30    |
| 8.   | Alex Gräff        | 8:36.3  | +0:06    |
| 9.   | Sara Haro         | 9:19.9  | +0:20    |
| 10.  | Jordan Martin     | 10:36.8 | +0:34    |
| 11.  | Faruk Kugay       | 12:06.9 | +1:50    |
| 12.  | Alexandre Claudin | Rit     |          |

      Qualificato alla puntata successiva.
      Qualificato per la gara testa a testa.
      Eliminato dalla competizione.

#### Testa a testa
| Pilota        | Tempo   | Dis.  |
| ------------- | ------- | ----- |
| Jordan Martin | 0:37.95 |       |
| Faruk Kugay   | 0:41.73 | +3.78 |

### Knockout 2
| Pos. | Pilota            | Tempo  | Penalità |
| ---- | ----------------- | ------ | -------- |
| 1.   | João Barion       | 6:41.3 | +0:50    |
| 2.   | Corinna Gräff     | 6:59.9 | +1:00    |
| 3.   | Brittany Williams | 7:04.3 | +1:00    |
| 4.   | Diego Higa        | 7:09.8 | +1:00    |
| 5.   | Sara Haro         | 7:25.5 | +0:50    |
| 6.   | Alex Gräff        | 7:27.8 | +1:10    |
| 7.   | Atsushi Taniguchi | 8:00.4 | +1:10    |
| 8.   | Axel François     | 8:15.9 | +1:50    |
| 9.   | Jordan Martin     | 8:54.7 | +1:30    |
| 10.  | Fielding Shredder | Rit    |          |

      Qualificato alla puntata successiva.
      Qualificato alla gara testa a testa.
      Eliminato dalla competizione.

#### Testa a testa
| Pilota        | Tempo   | Dis.  |
| ------------- | ------- | ----- |
| Axel François | 0:37.24 |       |
| Jordan Martin | 0:41.34 | +4.10 |

### Knockout 3
| Pos. | Pilota            | Tempo  | Penalità |
| ---- | ----------------- | ------ | -------- |
| 1.   | Diego Higa        | 3:51.4 |          |
| 2.   | Brittany Williams | 4:18.1 |          |
| 3.   | João Barion       | 4:18.9 |          |
| 4.   | Alex Gräff        | 4:37.3 |          |
| 5.   | Atsushi Taniguchi | 4:40.2 |          |
| 6.   | Corinna Gräff     | 5:41.3 | +0:04    |
| 7.   | Axel François     | 5:45.8 |          |
| 8.   | Sara Haro         | 5:45.9 | +0:30    |

      Qualificato alla puntata successiva.
      Qualificato alla gara testa a testa.

#### Testa a testa
| Pilota        | Tempo   | Dis.   |
| ------------- | ------- | ------ |
| Axel François | 0:37.24 |        |
| Sara Haro     | 0:56.31 | +19.07 |

### Wild Card
| Pos. | Pilota            | Tempo  | Penalità |
| ---- | ----------------- | ------ | -------- |
| 1.   | Diego Higa        | 5:52.6 | +0:10    |
| 2.   | Axel François     | 6:29.7 | +0.30    |
| 3.   | João Barion       | 6:34.4 | +0:25    |
| 4.   | Atsushi Taniguchi | 6:55.2 | +0:45    |
| 5.   | Corinna Gräff     | 6:57.8 | +0:45    |
| 6.   | Fielding Shredder | 7:00.4 | +0:45    |
| 7.   | Alex Gräff        | 7:00.8 | +0:50    |
| 8.   | Brittany Williams | 7:01.6 | +0:40    |

      Qualificato alla puntata successiva.
      Qualificato alla gara testa a testa.

#### Testa a testa
| Pilota            | Tempo   | Dis.   |
| ----------------- | ------- | ------ |
| Alex Gräff        | 0:50.92 |        |
| Brittany Williams | 1:02.14 | +11.22 |

### Semifinali
| Pos. | Pilota            | Tempo  | Penalità |
| ---- | ----------------- | ------ | -------- |
| 1.   | Diego Higa        | 4:56.8 | +0:05    |
| 2.   | João Barion       | 5:53.3 | +1.00    |
| 3.   | Atsushi Taniguchi | 6:17.3 | +0:40    |
| 4.   | Axel François     | 6:28.1 | +0:55    |
| 5.   | Corinna Gräff     | 6:58.1 | +0:40    |
| 6.   | Fielding Shredder | 7:01.8 | +1:00    |
| 7.   | Alex Gräff        | 7:13.7 | +0:40    |

      Qualificato alla puntata successiva.
      Qualificato alla gara testa a testa.

#### Testa a testa
| Pilota            | Tempo   | Dis.  |
| ----------------- | ------- | ----- |
| Fielding Shredder | 0:33.33 |       |
| Alex Gräff        | 0:36.54 | +3.21 |

### Finale
| Pos. | Pilota            | Tempo  | Penalità |
| ---- | ----------------- | ------ | -------- |
| 1.   | Diego Higa        | 5:54.2 | +0:35    |
| 2.   | Axel François     | 5:56.1 | +0.15    |
| 3.   | Fielding Shredder | 6:28.5 | +0:20    |
| 4.   | Atsushi Taniguchi | 6:29.6 | +0:30    |
| 5.   | João Barion       | Rit    |          |
| 6.   | Corinna Gräff     | Rit    |          |

      Vincitore della competizione.
      Eliminato dalla competizione.